# Gunung Hampa
Gunung Hampa is een bestuurslaag in het regentschap Aceh Barat van de provincie Atjeh, Indonesië. Gunung Hampa telt 85 inwoners (volkstelling 2010).